# Линдблад, Ян
Ян Виктор Армас Линдблад (19 июля 1932 — 5 апреля 1987) — шведский натуралист, зоолог, писатель
, фотограф, кинооператор.

## Биография
Родился 19 июля 1932 года в Эребру, Швеция. Предки отца имели саамские корни и происходили из лена Вестерботтен в Северной Лапландии.
После окончания гимнезии, подрабатывал, танцуя в группе статистов балета Стокгольмского Оперного театра. В 1956 году окончил факультет биологии Стокгольмского университета.
Дебютировал на сцене в начале 1950-х годов, выступая в различных ревю в качестве жонглёра и мастера художественного свиста. В качестве последнего в 1970-е годы обладал огромной популярностью у себя на родине. Одним из самых значимых его достижений стала свистовая интерпретация американской народной песни Oh Shenandoah, записанная в 1977 году.
Приобрел известность после выхода документальных фильмов о дикой природе «Царство дикой природы» (Ett vildmarksrike, 1964), «Гвиана — континент птиц» (Guyana — vattnens land, 1975), «Мир книги джунглей» (Djungelboken värld, 1980). За свои документальные фильмы в 1970 году был награждён премией Stora Journalistpriset.Стокгольмский университет присудил ему почётное звание в 1980.
Линдблад также был активистом, который боролся с содержанием диких животных в тесных клетках.
В начале 1970-х годов исследовал антропологические особенности, материальную культуру и обычаи индейского племени акурио, проживавшего на юге Суринама.
С 8-летнего возраста болел сахарным диабетом, после посещения Шри-Ланка заболел тропической болезнью. Умер от почечной недостаточности в Стокгольме в 1987 году.
В память о нём шведская почтовая служба выпустила 2 почтовые марки с изображением его самого и его ручных тигрят Лиллиан и Рэни в 1998 году.

### Издания на русском языке
- Линдблад Ян. Белый тапир и другие ручные животные / Пер. со швед. Л. Л. Жданова. — М.: Мир, 1976. — 184 с.: ил.
- Линдблад Ян. Мир книги джунглей / Пер. со швед. Л. Л. Жданова. — М.: Мир, 1983. — 128 с.: ил.
- Линдблад Ян. Человек — ты, я и первозданный Архивная копия от 14 мая 2015 на Wayback Machine / Пер. со швед. Л. Л. Жданова. — М.: Прогресс, 1991. — 264 с. — ISBN 5-01-002693-7.